# كارولين لينك
كارولين لينك (بالألمانية: Caroline Link)‏ (و. 1964 – م) هي مخرجة سينمائية، وكاتبة، وكاتبة سيناريو، وممثلة من ألمانيا. ولدت في باد نواهايم.

## التعليم
تعلمت في جامعة التلفاز والأفلام في ميونخ ‏.

## جوائز
حصلت على جوائز منها:
- وسام الاستحقاق البافاري
- صليب وسام الاستحقاق من جمهورية ألمانيا الاتحادية.

## وصلات خارجية
- كارولين لينك على موقع IMDb (الإنجليزية)
- كارولين لينك على موقع مونزينجر (الألمانية)
- كارولين لينك على موقع ألو سيني (الفرنسية)
- كارولين لينك على موقع أول موفي (الإنجليزية)
- كارولين لينك على موقع قاعدة بيانات الأفلام السويدية (السويدية)
- كارولين لينك على موقع ديسكوغز (الإنجليزية)
- كارولين لينك على موقع قاعدة بيانات الفيلم (الإنجليزية)
- كارولين لينك على موقع كينوبويسك (الروسية)